# Zobra
Zobra (oficialmente Santa Mariña de Zobra) es una parroquia española del municipio de Lalín, perteneciente a la provincia de Pontevedra, en la comunidad autónoma de Galicia.

## Historia
Hacia mediados del siglo XIX, el lugar, ya por entonces perteneciente a Lalín, tenía contabilizada una población de 180 habitantes. Aparece descrito en el decimosexto y último volumen del Diccionario geográfico-estadístico-histórico de España y sus posesiones de Ultramar de Pascual Madoz con las siguientes palabras:

ZOBRA (Sta. Marina de): felig. en la prov. de Pontevedra (8 leg.), part. jud. y ayunt. de Lalin (2), dióc. de Lugo (12): sit. en las ásperas y montuosas vertientes donde nace el r. Deza; reinan todos los vientos, y el clima es sano. Tiene 36 casas en las ald. de Acebedo, Cabana, Chedas, Liñeiras y Zobra. La igl. parr. (Sta. Marina) está servida por un cura de provision ordinaria en concurso. Confina N. felig. de Vilatuje, y por S. y O. límites del ayunt. y part. El terreno es de inferior calidad. prod.: centeno, algun maiz, patatas, leña y pastos; hay ganado vacuno, lanar y cabrio, y caza de conejos, liebres y perdices. pobl.: 36 vec., 180 almas. contr.: con su ayuntamiento (V.).
(Madoz, 1850, p. 668)

En 2022, tenía empadronados 96 habitantes.